# Hall of Fame (Polo G)
Hall of Fame è il terzo album in studio del rapper statunitense Polo G, pubblicato l'11 giugno 2021 dalla Columbia Records.

## Antefatti
Nel 2020, Polo G ha iniziato a registrare il suo nuovo album. Ad aprile 2021, Barlett ha accennato a un brano in collaborazione con Lil Durk e The Kid Laroi con un video musicale.  A maggio, ha confermato che il collega di Chicago G Herbo sarebbe apparso nell'album, e il produttore DJ Scheme ha mostrato uno snippet del brano durante una live su Instagram. Il 16 maggio 2021, Polo ha confermato su Twitter di aver finito la registrazione dell'album, e il 27 maggio ha reso disponibile un trailer dell'album che annunciava la data di pubblicazione dell'album, insieme a uno snippet di un brano coniato dai fan Lil Wooski (che si scoprì poi essere invece intitolata Painting Pictures) e all'opzione di prenotarlo su tutti i servizi di streaming. Il 2 giugno ha condiviso su Instagram uno snippet del brano Toxic, indicandone il titolo. Il 3 giugno 2021 ha annunciato via social la tracklist e le collaborazioni dell'album.
Il 9 novembre dello stesso anno, Bartlett ha annunciato che il seguente 3 dicembre avrebbe messo in commercio la versione deluxe dell'album, Hall of Fame 2.0, chiacchierata sin da prima della pubblicazione della versione standard dell'album e contenente quattordici tracce aggiuntive. Ha annunciato inoltre la pubblicazione del primo brano inedito tratto da Hall of Fame 2.0, Bad Man (Smooth Criminal), reso disponibile il 12 novembre.

## Promozione

### Singoli
Il 25 settembre 2020, Polo G ha pubblicato il primo singolo dell'album, Epidemic, insieme ad un video musicale di accompagnamento.
Il secondo singolo, GNF (OKOKOK), è stato presentato insieme ad un video musicale diretto da Cole Bennett il 5 febbraio 2021.
Rapstar, il terzo singolo, è stato pubblicato il 9 aprile 2021, quasi un anno dopo la condivisione di uno snippet della versione acustica suonata da Einer Bankz. Il video, diretto da Arrad, è uscito in concomitanza con il singolo, e mostra Polo G accettare di entrare nella hall of fame dell'hip-hop. Il singolo ha raggiunto la prima posizione della Billboard Hot 100, rimanendoci per due settimane, e diventando così la prima number one di Polo G.
Il quarto e ultimo singolo, Gang Gang, è stato pubblicato il 21 maggio 2021, in collaborazione con Lil Wayne, l'idolo di Polo G.
Il video di No Return con The Kid Laroi e Lil Durk è stato pubblicato sul canale YouTube di Polo G il 12 giugno 2021. Il 18 giugno dello stesso anno, No Return è stato mandato alle radio italiane.
Il 17 giugno 2021 ha pubblicato il video della collaborazione con DaBaby Party Lyfe. La traccia è stata mandata alle radio italiane il 9 luglio 2021.

### Video musicali per altri brani
Il video di Painting Pictures, l'intro dell'album, è stato pubblicato su YouTube il 15 giugno 2021 ed è stato girato al Marshall Field Garden Apartments (o 1300 Block), l'isolato dove il rapper ha trascorso l'infanzia.
Il 14 luglio 2021 ha divulgato il video del brano Toxic, girato da Ryan Lynch e diretto da CounterPoint 2.0.
La première del video di Black Hearted è stata resa disponibile su YouTube venerdi 20 luglio 2021.

## Copertina
La copertina è stata annunciata il 26 maggio 2021, assieme alla data di pubblicazione dell'album. È stata creata dal direttore artistico Zanic e presenta Polo G in un abito in piedi su uno stand con i suoi premi alle spalle, e un busto raffigurante Polo.

## Tracce
1. Painting Pictures – 2:17 (testo: Taurus Bartlett – musica: 1040 Beats, Yung Fuel)
2. Rapstar – 2:46 (testo: Bartlett, Shane Lindstorm, Einer Bankz, Alexander Wu – musica: Einer Bankz, Synco)
3. No Return (feat. The Kid Laroi & Lil Durk) – 2:48 (testo: Bartlett, Charlton Howard, Durk Banks – musica: Taz Taylor, Ryder Johnson, Mason Wu)
4. Toxic – 2:11 (testo: Bartlett – musica: WizardMCE, Jkei)
5. Epidemic – 2:57 (testo: Bartlett, Tahj Vaughn, David McDowell, Sterling Reynolds, Lukas Payne – musica: Tahj Money, D Mac, LondnBlue, Karltin Bankz)
6. Gang Gang (con Lil Wayne) – 2:59 (testo: Bartlett, Dwayne Carter, Jr. – musica: Angelo Ferraro)
7. Boom – 2:06 (testo: Bartlett – musica: 12 Hunna, BJ, Spaceman)
8. Black Hearted – 3:10 (testo: Bartlett – musica: Damn Mikey, Aiden Han)
9. Broken Guitars (feat. Scorey) – 2:08 (testo: Bartlett, Bakari Ward – musica: WizardMCE, Daniel Magnusson)
10. GNF (OKOKOK) – 1:56 (testo: Bartlett – musica: Varohl, WizardMCE)
11. Go Part 1 (feat. G Herbo) – 2:41 (testo: Bartlett, Herbert Wright III – musica: Kid Culture)
12. Heart of a Giant (feat. Rod Wave) – 2:48 (testo: Bartlett, Rodarius Green – musica: Damn Mikey)
13. Zooted Freestyle – 2:12 (testo: Bartlett – musica: Lil Mousey)
14. Party Lyfe (feat. DaBaby) – 2:51 (testo: Bartlett, Jonathan Kirk – musica: Ben Billions, David Mescon, Terrence Rolle)
15. Losses (feat. Young Thug) – 2:54 (testo: Bartlett, Jeffery Williams – musica: Wheezy, Bobby Wrap, Fizzle)
16. So Real – 2:44 (testo: Bartlett – musica: SephGotTheWave)
17. Fame & Riches (feat. Roddy Ricch) – 2:31 (testo: Bartlett, Rodrick Moore, Jr. – musica: WizardMCE)
18. For the Love of New York (con Nicki Minaj) – 2:55 (testo: Bartlett, Onika Maraj, Alex Petit – musica: CashMoneyAP, Finesse, Byrd Beats, Menace)
19. Clueless (feat. Pop Smoke e Fivio Foreign) – 2:45 (testo: Bartlett, Bashar Jackson, Maxie Ryles III – musica: AXL Beats)
20. Bloody Canvas – 4:25 (testo: Bartlett, Patrick Bodi, Saif Musaad, Shaun Thomas – musica: WizardMCE, S.Dot, Safe)

Tracce bonus comprese nella riedizione
1. Bad Man (Smooth Criminal) – 1:46 (testo: Bartlett, Michael Jackson, Anthony Jermaine White, Khaled Rohaim, Larrance Dopson – musica: J White Did It, Rance From 1500 or Nothin', Khaled)
2. Don't Play (feat. Lil Baby) – 2:36 (testo: Bartlett, Dominique Jones, Jonathan Holder, Joseph Steele – musica: 1040, King Wizard)
3. Start Up Again (feat. Moneybagg Yo) – 1:48 (testo: Bartlett, Demario White, Joshua Luellen – musica: Southside)
4. Heating Up (feat. Yung LiV) – 2:23 (testo: Bartlett, Ziare West, Andre Brown, David Cabral, Javon Reynolds, Master Washington, Sidney Reynolds – musica: ThatSpokesman, ProdByMaster)
5. Black Man in America – 2:54 (testo: Bartlett, Cameron Molfetta, Matthew Samuels, Rupert Thomas Jr. – musica: Sevn Thomas, Cameron Joseph)
6. Young N Dumb – 2:52 (testo: Bartlett, Joshua Howard Luellen, Moritz Pomp, Simon Drab – musica: Southside, Yung Fuel, Simon On Da Guitar)
7. Unapologetic (feat. NLE Choppa) – 2:48 (testo: Bartlett, Bryson Potts, Joshua Luellen, Matthew-Kyle Adrian Brown – musica: Southside, Smatt)
8. Fortnight – 2:09 (testo: Bartlett, Brian Mitchel, Ethan Hayes, Kai Hasegawa – musica: Kaigoingkrazy, Haze, Zuus)
9. Decisions – 2:39 (testo: Danny Snodgrass, Michael Romito, Nathan Scott Lamarche – musica: Taz Taylor, Nash, Census)
10. With You – 2:52 (testo: Bartlett, Brandon Jamal Russell, Dwan Avery, Hagan Lange, Michael O'Brien – musica: 12 Hunna, BJ Beatz, Hagan)
11. Partin Ways – 2:50 (testo: Bartlett, Henry Lotas-Sherratt, Lorenzo Merenda – musica: Young Cutta, Lowrenz)
12. Suicide (feat. Lil Tjay) – 2:50 (testo: Bartlett, Tione Merritt, David Pointer, Ethan Hayes, Iggy Börjesson, Spencer Harris)
13. Piano G – 3:01 (testo: Bartlett, Darrel Jackson – musica: Chopsquad DJ)
14. Alright – 2:29 (testo: Bartlett, Deaire Bowman, Georgia Rose Boyden, Joseph Boyden, Te Whiti Warbrick – musica: SephGotTheWaves, SickDrumz)

## Successo commerciale
L'album ha debuttato al vertice della Billboard 200 con 143 000 unità equivalenti, divenendo la prima numero uno del rapper in madrepatria. Durante la settimana di debutto ha totalizzato 124 000 stream-equivalent units risultanti di 181,9 milioni di riproduzioni in streaming, mentre ha venduto 18 000 copie pure. Ha infine accumulato 1 000 track-equivalent units risultanti da 10 000 vendite digitali delle singole tracce. Il 1º luglio 2021 l'album è stato certificato oro dalla Recording Industry Association of America in seguito alle 500 000 copie vendute.

## Classifiche

### Classifiche settimanali
| Classifica (2021) | Posizione massima |
| ----------------- | ----------------- |
| Australia         | 3                 |
| Austria           | 7                 |
| Belgio (Fiandre)  | 6                 |
| Belgio (Vallonia) | 79                |
| Canada            | 2                 |
| Danimarca         | 2                 |
| Finlandia         | 10                |
| Francia           | 81                |
| Germania          | 28                |
| Irlanda           | 3                 |
| Islanda           | 7                 |
| Italia            | 38                |
| Lituania          | 11                |
| Norvegia          | 3                 |
| Nuova Zelanda     | 2                 |
| Paesi Bassi       | 3                 |
| Regno Unito       | 3                 |
| Spagna            | 89                |
| Stati Uniti       | 1                 |
| Svezia            | 8                 |
| Svizzera          | 5                 |

### Classifiche di fine anno
| Classifica (2021) | Posizione |
| ----------------- | --------- |
| Stati Uniti       | 58        |